# James H. Wilson

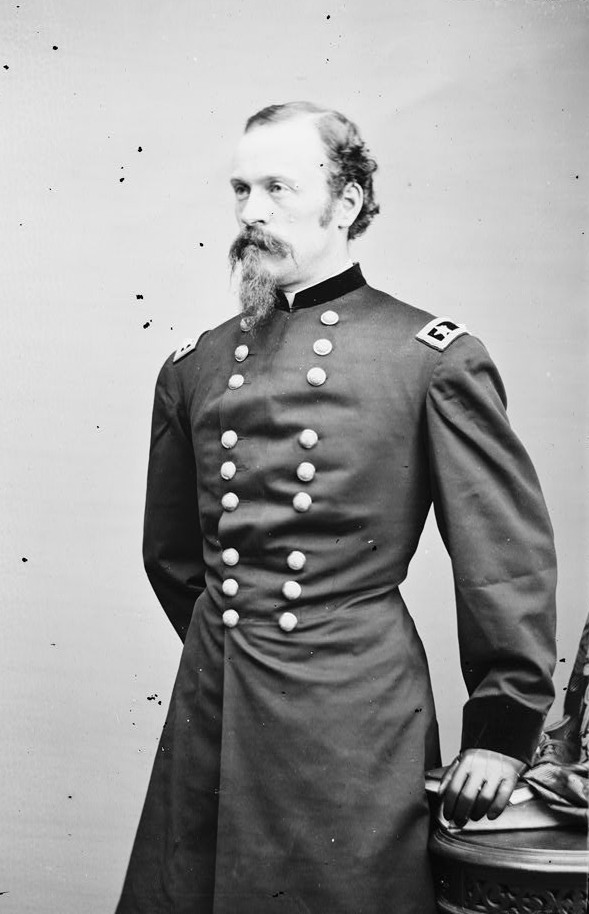
James H. Wilson 1865 als Generalmajor.

James Harrison Wilson (* 2. September 1837 in Shawneetown, Illinois; † 23. Februar 1925 in Wilmington, Delaware)  war ein US-amerikanischer Ingenieur und Generalmajor des US-Heeres. Er nahm am Amerikanischen Bürgerkrieg, am Spanisch-Amerikanischen Krieg und an der Niederschlagung des Boxer-Aufstandes teil.

## Jugend
Wilson wuchs auf der Farm seines Vaters auf. Im Alter von 17 Jahren besuchte er für ein Jahr das McKendree College im St. Clair County, Illinois. Am 1. Juli 1855 wurde Wilson an die Militärakademie in West Point, New York berufen. Er graduierte als sechstbester von 41 Kadetten und wurde am 1. Juli 1860 als Brevet-Leutnant zur Topographietruppe des Army Corps of Engineers nach Fort Vancouver, Oregon versetzt.

## Bürgerkrieg

### Topografieoffizier und Inspector General
Als Oberleutnant nahm Wilson von September 1861 bis  März 1862 als leitender topografischer Offizier des Wehrbereichs Süd an der Operation gegen Port Royal und der Belagerung Fort Pulaskis teil. Wegen seiner Verdienste während der Belagerung von Fort Pulaski wurde er am 11. April 1862 zum Brevet-Major befördert. Während des Maryland-Feldzuges war er zunächst leitender Topografieoffizier der Potomac-Armee und anschließend Adjutant des Oberbefehlshabers General George B. McClellan.
Wilson wurde im Januar 1863 als Oberstleutnant als leitender Topografieoffizier zur Tennessee-Armee versetzt und wurde am 3. März 1863 deren Pionierführer. Während der beiden Vicksburg-Feldzüge war er zugleich stellvertretender Leiter der Inneren Revision (Assistant Inspector General) und ab Dezember 1863 Generalmajor Grants Adjutant. Wilson wurde am 7. Mai 1863 zum Hauptmann der regulären Streitkräfte, am 30. Oktober 1863 zum Brigadegeneral der Freiwilligenorganisation und am 24. November 1863 zum Brevet-Oberstleutnant wegen seiner Verdienste während der Schlacht von Chattanooga befördert.
Nachdem Wilson an dem Entsatz von Knoxville als Pionierführer teilgenommen hatte, wurde er im Januar 1864 nach Washington, D.C. versetzt und übernahm die Leitung der Abteilung Kavallerie im Kriegsministerium.

### Kavalleriekommandeur
Nach nur drei Monaten im Amt wurde Wilson vom Oberbefehlshaber des US-Heeres Generalleutnant Grant wegen seiner herausragenden Begabung für Organisation und Verwaltung zum Divisionskommandeur einer Kavallerie-Division der Potomac-Armee ernannt. Diese Division führte er während des Überland-Feldzuges und im Shenandoah-Feldzug. In dieser Zeit wurde Wilson am 5. Mai 1864 zum Brevet-Oberst des regulären Heeres und am 6. Mai 1864 zum Brevet-Generalmajor der Freiwilligen befördert. Wilson übernahm am 9. Oktober 1864 das
Kommando über das Kavallerie-Korps des Territorialkommandos Mississippi unter Generalmajor Sherman. Als Kommandierender General baute Wilson die Großverbände des Korps auf, bildete sie aus und führte das Korps bis zum 26. Juni 1865.
Wilson führte das Kavallerie-Korps 1864 im Franklin-Nashville Feldzug und hatte erheblichen Anteil an der Zerschlagung der konföderierten Tennessee-Armee unter Generalleutnant John Bell Hood. Bei dem Raid in Alabama und Georgia im März 1865 zerschlug das Korps das konföderierte Kavallerie-Korps unter dem als unbesiegbar geltenden Generalleutnant Nathan Bedford Forrest in der Schlacht um Selma. Anschließend marschierte Wilson mit dem Korps in der größten mit selbstständigen Kavallerieverbänden durchgeführten Operation des Bürgerkrieges durch die Überreste der Konföderation und zerstörte militärische und zivile Einrichtungen, wobei er Plünderungen untersagte und Kollateralschäden einzudämmen versuchte. Bei Kriegsende hatte er am 20. April 1865 Macon, Georgia erreicht. Für seine Leistungen bei Nashville wurde er am 13. März 1865 zum Brevet-Brigadegeneral und mit Wirkung vom selben Datum für seinen Erfolg bei Selma zum Brevet-Generalmajor des Heeres befördert.
Seinen Truppen nahmen am 10. Mai den konföderierten Präsidenten Jefferson Davis auf dessen Flucht bei Irvinville, Georgia gefangen.

## Nach dem Bürgerkrieg

### Soldat
Wilson wurde am 21. Juni 1865 rückwirkend zum Generalmajor der Freiwilligen befördert. Im Laufe des Jahres heiratete er Ella Andrews, mit der er drei Kinder hatte. Bis zum 19. Dezember 1865 verwaltete er unter dem Kommando des Militärgouverneurs des Militärbezirks 3 – Generalmajor John Pope – den Bundesstaat Georgia. Am 8. Januar 1866 wurde Wilson ehrenhaft aus der Freiwilligenorganisation des Heeres entlassen und mit dem Dienstgrad Oberstleutnant und stellvertretender Kommandeur zum neu aufgestellten 35. US-Infanterie-Regiment versetzt. Diesen Dienstposten nahm er jedoch nicht wahr, sondern erfüllte Aufgaben im Army Corps of Engineers. Auf eigenen Wunsch schied Wilson am 31. Dezember 1871 aus dem aktiven Dienst aus.

### Zivilist
Wilson arbeitete in den nächsten 27 Jahren an der Konstruktion verschiedener Eisenbahnlinien mit und war Vorstandsmitglied derselben. Er schrieb während dieser Zeit seine ersten Bücher über "die Wirtschaft Chinas" und Brigadegeneral Andrew Jonathan Alexander. Seinen Lebensmittelpunkt verlegte Wilson 1883 nach Wilmington, Delaware.

### Soldat
Als die Vereinigten Staaten 1898 den Spanisch-Amerikanischen Krieg begannen, meldete sich Wilson freiwillig und wurde als Generalmajor der Freiwilligen auf Kuba und Puerto Rico eingesetzt. Als 1899 der Boxeraufstand in China losbrach, führte er auch dort Truppen und wurde am 11. Februar 1901 zum Brigadegeneral des US-Heeres befördert. Wilson beendete seine militärische Laufbahn mit seiner Versetzung in den Ruhestand  am 2. März 1901.

### Ruhestand
Ein Jahr nach seiner Versetzung in den Ruhestand vertrat Wilson Präsident Theodore Roosevelt bei den Krönungsfeierlichkeiten des britischen Königs Edward VII. In den folgenden Jahren schrieb er weitere Bücher über Persönlichkeiten des Bürgerkrieges. Im Ruhestand wurde Wilson am 4. März 1915 zum Generalmajor des Heeres befördert. Wilson starb am 23. Februar 1925  in Wilmington und wurde auf dem Old Swedes Churchyard beerdigt. Nur drei von 583 Generalen der Union überlebten ihn – Nelson A. Miles, Adelbert Ames und John R. Brooke.

## Werke
- The Life of General U. S. Grant, General of the Armies of the United States (zusammen mit Charles A. Dana, 1868)
- China: Travels and Investigations in the Middle Kingdom—a Study of its Civilization and Possibilities, with a Glance at Japan (1887)
- Life and Services of Brevet Brigadier-General Andrew Jonathan Alexander, United States Army (1887)
- Heroes of the Great Conflict: Life and Services of William Farrar Smith, Major General, United States Volunteers in the Civil War (1904)
- The Life of Charles A. Dana (1907)
- The Campaign of Chancellorsville (1911)
- Under the Old Flag: Recollections of Military Operations in the War for the Union, the Spanish War, the Boxer Rebellion, etc. (1912)
- The Life of John A. Rawlins: Lawyer, Assistant Adjutant-General, Chief of Staff, Major General of Volunteers, and Secretary of War (1916)